# Metoda flux-melt
Metoda flux-melt (inaczej  krystalizacja z roztworu bezwodnego) - metoda otrzymywania monokryształów polegająca na stosowaniu topników tworzących roztwór z krystalizowanym materiałem.  
W metodzie tej krystalizowaną mieszaninę podgrzewa się w platynowym tyglu stale mieszając, aż do uzyskania jednorodnego, bezwodnego roztworu. Powolne chłodzenie, które może trwać wiele dni, prowadzi do wykrystalizowania z roztworu monokryształów. Cały proces przebiega w warunkach normalnego ciśnienia. Metodą tą można wytwarzać kryształy raczej niskiej jakości, o ograniczonej jednorodności i czystości.